# Ісав де Буондельмонті
Ісав де Буондельмонті (італ. Esaù de' Buondelmonti, грец. Ησαύ Μπουοντελμόντ; 1355 — 6 лютого 1411) — 11-й володар Епірського деспотату в 1385—1411 роках.

## Життєпис

### Молоді роки
Походив зі знатного флорентійського роду Буондельмонті. Син Маненте Буондельмонті і Лапи Аччаюолі (сестри Нікколо Аччаюолі, великого сенешаля Неаполя і володаря Коринфу). За жіночою лінією також був родичем впливового флорентійського роду Пацці. Народився 1355 року у Флоренції, діставши ім'я Есав. Згодом перебрався до вуйка в Неаполі. Зрештою близько 1374/1375 року опинився на Пелопоннесі, під орудою родича Неріо Аччаюолі. 1378 року брав участь у кампанії Хуана Фернандеса де Ередії, великого магістра госпітальєрів, проти артського деспота Гін Буа Шпата, де потрапив у полон. Згодом під час невдалого походу останнього проти епірського деспота Фоми II був схопленим тим.
З цього часу мешкав при дворі епірського деспота в Яніні, забезпечуючи зв'язок з неаполітанським королівським двором. 1384 року Фому II було вбито й правителькою стала його дружина Марія. 1385 року з огляду на небезпеку з боку Артського деспотату держава рада вирішила влаштувати шлюб Марії та Ісава де Буондельмонті. Останній перейшов у православ'я.

### Деспот
Фактично зосередив усю владу. За допомогою Османської держави 1385 року відбив напади артського деспота Гін Буа Шпати. Разом з тим Ісав визнав зверхність візантійського імператора Іоанна V. Натомість отримав підтвердження титулу деспота. До кінця 1385 року візантійський сановник прибув з регаліями деспота.
У внутрішній політиці відмовився від автократичної політики Фоми II. При цьому найближчі сановники останнього потрапили під суд. Усі арештовані аристократи в часи Фоми II були звільнені. Ісав поновив на посаді митрополита Яніни Матвія. Податки були знижені, а штрафи пом'якшені, примусовий збір на утримання армії (мітатрон) було взагалі скасовано. Всі спадкові володіння були повернуті їх законним власникам.
Окрім албанської загрози, посилилася османська. В цей час турецькі сили проникли до південної Македонії і північної Фессалії. У 1386 року вони зайняли міста Кітрос і Ларису. Не маючи змоги протидіяти цьому 1386 року приніс омаж османському султану Мураду I. У 1389 році після загибелі того в битві на Косовому полі, Ісав приніс присягу вірності наступному султанові Баязіду I.
1389 року артський деспот Гін Буа Шпата знову напав на Яніну. З іншого боку володіння Ісава атакували племена албанців-малакасійців, захопивши Бельцісту. Яніна опинилася в складній ситуації. В цей час султан відправив на допомогу османські війська, що змусили Гін Буа Шпату й малакасійців відступити.
Того ж року прибув до султанського двору в Едірне, де залишався 14 місяців. Повернувся 1390 року до Яніни з османською армією на чолі із Газі Евренос-беєм. 1394 померла дружина Ісава — Марія. Архонти Епіру переконали Буодельмонті одружитися на доньці артського деспота Гін Буа Шпати, тим самим зміцнивши становище Яніни. Весілля відбулася 4 січня 1396 року. Однак ця подія викликала невдоволення османів, оскільки Гін буа Шпата був союзником албанців-зеневеші, з якими воювали турки.
Намагаючись здобути постійний дохід, став розробляти соляні копальні в Саяті (поблизу Бутринта), чим порушив венеційську монополію в регіоні.
У квітні 1399 року Ісав зібрав військо і висунувся в похід проти Гін Зенебіші, албанського правителя Гірокастри. Втім біля Месопотамони опинився в оточенні й здався. Флорентійська сеньйорія стала збирати гроші за звільнення деспота. У свою чергу Венеційська республіка вирішила виступити посередником в перемовинах щодо викупу, який становив 10 тис. золотих флоринів. Через 4 місяці Ісав був звільнений і доставлений на Корфу, де він провів кілька днів. Після цього Ісав перебрався до Арти, а 17 липня 1399 повернувся до Яніни.
У жовтня 1399 року помирає Гін Буа Шпата, внаслідок чого артський деспотат почався розпадатися. У 1402 році Ісав розлучився з донькою Гін Буа Шпати і одружився з представницею сербського впливового роду Балшичів.
1410 року уклав союз з Муріком Буа Шпатою, який затвердився в Арті, що протистояв Карло I Токко на Акарнанію. Під час підготовки походу помер 1411 року. Трон спадкував його син Георгій де Буондельмонті.

## Родина
1. Дружина — Марія, донька Симеона Уроша
дітей не було
2. Дружина — Ірина, донька Гін Буа Шпати, деспота Арти
дітей не було
3. Дружина — Євдокія, донька Джураджа I Балшича, князя Зети
Діти:
- Георгій (1404—1453)